# Arnold Wever
Arnold Wever (* 9. Februar 1850 in Kleve; † 12. Mai 1922 in Berlin-Steglitz)
war ein deutscher Bankier. Er wirkte vor dem Ersten Weltkrieg als Vorstandsvorsitzender der Deutsche Ansiedlungsbank AG und gilt als Initiator des Steglitzer Stadtparks.

## Leben

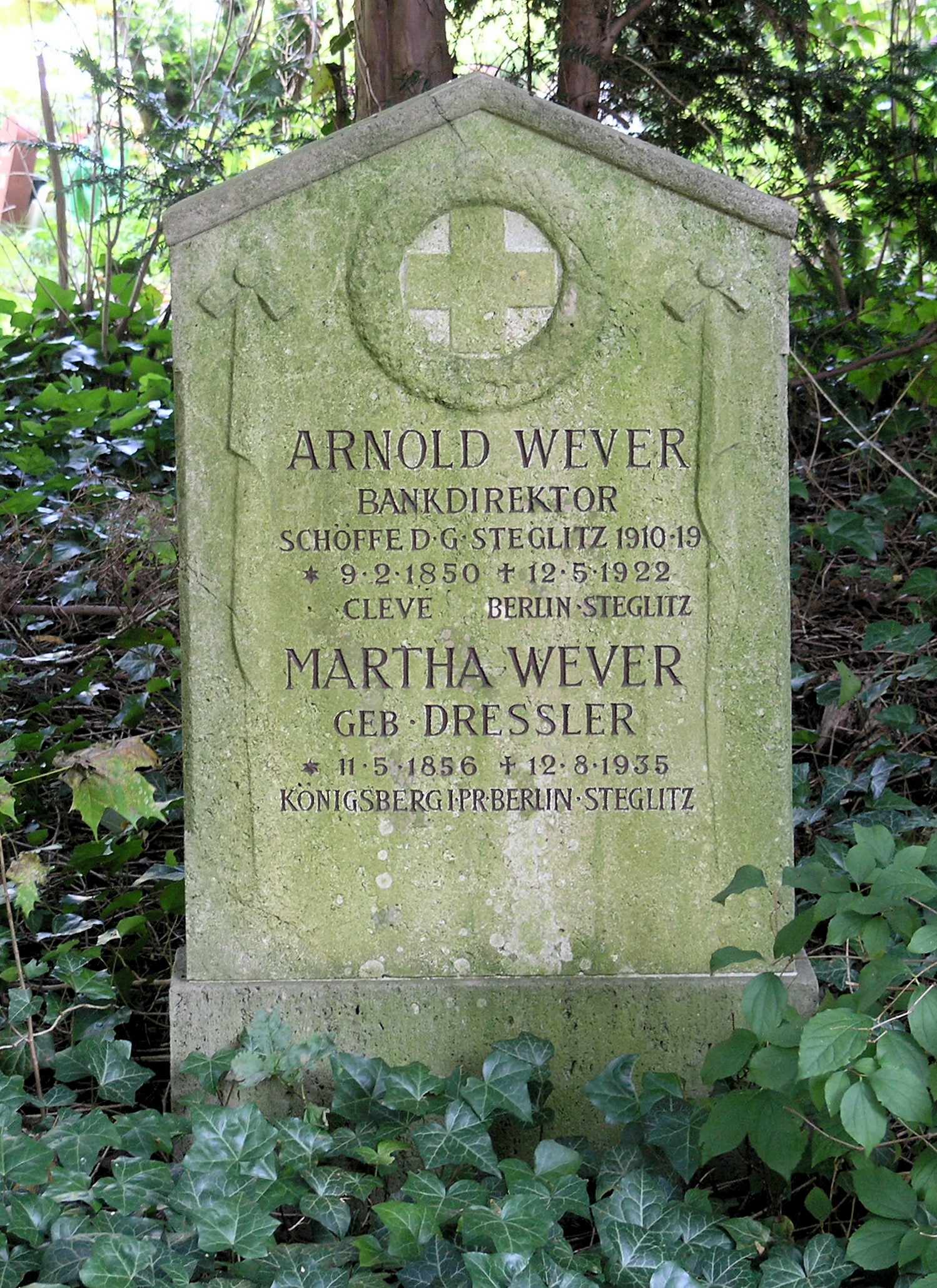
Wevers Grabstein auf dem Friedhof Steglitz

Wever war der zweite von insgesamt sechs Söhnen des preußischen Generalstaatsanwalts Georg Carl Wever und seiner Ehefrau Catharina geb. Tavenraat.
Er begann nach dem Abitur am Berliner Königlichen Wilhelms-Gymnasium 1868 eine kaufmännische Lehre im Exporthaus Hardt & Co. in Berlin. Diese konnte er jedoch aufgrund einer Lungenerkrankung nicht zu Ende führen. Nach seiner Genesung begann er an der Universität Halle das Studium der Landwirtschaft, das er später in Berlin fortsetzte. Nach seinem Abschluss kaufte ihm sein Vater 1881 einen landwirtschaftlichen Betrieb in Wilhelmsort bei Bromberg. Veranlasst durch mehrere Missernten folgte er 1888 dem Ruf seines früheren Chefs von Hardt und übernahm die Leitung der Kartoffelstärkefabrik Hardt & Tiedemann in Bentschen. Sein Wilhelmsorter Gut verpachtete er zunächst, um es dann später zu verkaufen.
Wever verließ 1898 Bentschen, um als Vorstandsvorsitzender und Direktor der neu gegründeten Deutsche Ansiedlungsbank AG nach Berlin zurückzukehren. Diese von einigen wohlhabenden Aktionären gegründete Bank hatte den Geschäftszweck, zum Verkauf stehende größere Güter aufzukaufen und anschließend so zu parzellieren, dass diese in mehreren Einheiten an Landwirte veräußert werden konnten. In der Nähe von Städten wie vor allem im Berliner Umland wurden die aufgekauften Betriebe auch in Bauland umgewandelt.
Wever war verheiratet mit Martha Dressler, Tochter des Oberregierungsrates Eugen Dressler und seiner Frau Bertha geb. von Deutsch. Aus der Ehe stammten die drei Söhne Karl, Eugen und Walther Wever.

### Mitgliedschaften und ehrenamtliche Tätigkeit
Bereits in Wilhelmsort war er Mitbegründer der dortigen evangelischen Kirchengemeinde und war ehrenamtlich für den dortigen Kirchenbau verantwortlich. Auch in Bentschen wurde er in ehrenamtlicher Funktion mit dem dortigen Kirchenbau betraut. 1909 wurde er Mitglied der Kirchenvertretung und später des Steglitzer Gemeindekirchenrates. Hier konnte er insbesondere seine Bauerfahrungen beim Bau der Steglitzer Markuskirche wie auch der Lukaskirche einbringen.
1906 wurde er Schöffe der Steglitzer Gemeindevertretung; er hatte das Dezernat der Garten- und Friedhofsverwaltung. Als solcher war er Vorsitzender des Verschönerungsausschusses und setzte die Gründung der beiden Steglitzer Parkanlagen des Stadtparks und des Parks am Fichteberg um. Er betreute die Umgestaltung des Bergfriedhofes und war für die Verwaltung der Steglitzer Schrebergärten verantwortlich. Als Ratsmitglied gehörte er zudem den Finanz-, Wasserwerks-, Wahl- und Lebensmittelausschüssen der Verwaltung an.
Während des Ersten Weltkriegs war ihm eine Deputation von 80 Personen unterstellt, mit der er die Verteilung von Unterstützungen, die Spendensammlung, die Leitung der Woll-Sammelwoche und ähnliche Wohlfahrtsaktivitäten durchführte.
Wever war Mitbegründer der Steglitzer Casinogesellschaft, einem Gesellschaftsclub zunächst unter der Leitung seines Freundes und ersten Direktors des Steglitzer Gymnasiums Geheimrat Lück. Von 1912 bis 1921 war Arnold Vorsitzender.
1913 übernahm er bei der Gründung des Wever´schen Familienverbandes e.V. den Vorsitz, den er bis zu seinem Tode innehielt.

## Ehrungen und Auszeichnungen
- 1913: preußischer Roter Adlerorden 4. Klasse
- 1917: Kriegsverdienstkreuz

Eine Allee im Stadtpark Steglitz trägt den Namen Weverpromenade. 